# George Washington
George Washington, ameriški general, politik, prvi predsednik ZDA in eden od ustanovnih očetov, * 22. februar 1732, Westmoreland, Virginija, † 14. december 1799, Virginija.
Prvo večjo pozornost je vzbudil med francosko in indijansko vojno (1757–1763), ko je poveljeval enotam iz Virginije. Washington je predsedoval tudi ustavni konvenciji iz leta 1787, ki je ustanovila novo zvezno vlado.
Kot vrhovni poveljnik ameriških oboroženih sil med ameriško osamosvojitveno vojno (1775–1783), prvi predsednik ZDA (1789–1797) ter kot eden izmed ustanovnih očetov ZDA ga včasih imenujejo kot Očeta naroda. Po njemu so poimenovali ameriško glavno mesto Washington D.C.

## Življenje
George Washington se je rodil 22. februarja 1732 v Westmoreland Countyju v zvezni državi Virginiji. Oče je bil premožen lastnik plantaž kar bi lahko postal tudi George. Vendar je usoda hotela, da je postal eden najznamenitejših politikov na svetu. Po očetovi smrti je na družinskem posestvu pomagal polbratu Lawrenceu. Materi na ljubo pa se je odrekel želji, da bi odšel na morje in je namesto tega postal zemljemerec. Strastno pa se je posvetil vojaški umetnosti in raziskovanju ameriškega zahoda. Leta 1752 mu je umrl polbrat in izkazalo se je, da je Georgea v oporoki postavil za glavnega dediča.
George je bil zelo ambiciozen. Preden so se trenja med Združenim kraljestvom in Francijo razvila v kolonialno vojno je kot polkovnik milice dokazal nadarjenost za vojaški poklic. Prvo vojaško nalogo je izpolnil brez prelivanja krvi in s tem opozoril nase. Leta 1754 je pri Fort Necessityju doživel grenek poraz, in zaradi tega razočaran zapustil milico. Vendar se je že maja leta 1755 pridružil rednim britanskim enotam v Virginiji. Tam so ga čeprav je bil star le 23 let hitro povišali v polkovnika in ga poslali branit zahodno mejo Virginije. Ko leta 1758 na virginijskih mejah ni bilo več kaj varovat ga je minilo veselje do vojskovanja. Vrnil se je v Mount Vernon in se intenzivno posvetil kmetovanju. V tem času pa je tudi povečal svoje posestvo. Tukaj se je tudi poročil z bogato vdovo Martho Dandridge Custis. Njun zakon je bil srečen vendar nista imela otrok.
Nekaj let kasneje pa se je začel ukvarjati s politiko. Postal je zastopnik Virginije v predstavniškem domu. Imel pa je tudi pomembno vlogo pri oblikovanju tako imenovanih sklepov iz Fairfaxa, ki so priporočali bojkot britanskega blaga, vendar je še vedno upal, da bo z Britanci mogoče najti rešitev po mirni poti. Toda ni bilo tako, spor se je zaostril in 19.aprila 1775 so izbruhnili krvavi spopadi med angleškimi četami ter enotami ameriške milice. Američani so sklicali kontinentalni kongres, ki je 4. julija sprejel deklaracijo o neodvisnosti. Začela se je vojna za ameriško neodvisnost. Za vrhovnega poveljnika nove kontinentalne armade je bil izbran prav George. Njegova prva naloga je bila 14.000 mož izuriti v učinkovito vojaško silo in organizirati logistiko.
Za Georgea je bilo vojskovanje včasih bolj včasih pa manj uspešno. Po nekaj porazih je zmagal v bitki pri Trentonu in Princetonu. Francija je leta 1778 priznala neodvisnost ZDA. Vendar tudi s francosko podporo do preobrata še ni prišlo kmalu. Ta preobrat se je zgodil šele leta 1781.
George je bil v zelo težkem položaju, saj so možje bežali iz vojske, morala je padla in oskrba je bila neurejena. Šele francoski general Markiz de la Fayette in pruski častnik Friderik Viljem von Steuben sta mu pomagala iz demoraliziranih  vojakov spet ustvariti armado. Leta 1781 so Američani v bitki pri Yorktownu odločno porazili Angleže. Vojna za neodvisnost ki je zahtevala veliko smrtnih žrtev je bila pri koncu.
Washington si je kljub mnogim vojaškim porazom pridobil močan ugled. Veljal je za pametnega in pogumnega moža s trdim značajem. V nasprotju z drugimi uspešnimi častniki ni nikoli pozabil svojih državljanskih temeljev in je bil zelo spreten v odnosih do kongresa ter državnih ustanov. Po vojni se je najprej vrnil na svoje posestvo, katerega nasadi so bili med vojno poškodovani. Lotil se je obnavljanja, dokupil zemljo, zgradil rastlinjak, ledenico in mlin, eksperimentiral z novimi semeni in vzrejeval konje ter lovske pse. Bil je zelo zadovoljen in odpravljal se je na številna poslovna potovanja. Ta čas so ga nenehno obiskovali občudovalci, ki so želeli spoznati slavnega junaka vojne za neodvisnost in enega izmed največjih zemljiških posestnikov v ZDA.

## Prvi predsednik ZDA
Maja 1787 je kot član virginijske delegacije odpotoval na zasedanje ustavodajnega konventa v Filadelfijo, na katerem so ga enoglasno izvolili za predsednika. Čaprav ni neposredno sodeloval pri oblikovanju in sprejemanju nove ustave, njegovega vpliva ne gre podcenjevati. Samo njegova navzočnost je težavnemu načrtu, iz ohlapne zveze držav ustvarila trdno državno tvorbo, podredila varnost in težo, in okrepila ugled vlade med ljudstvom. Načrt je uspel in 28.septembra 1787 je 13 držav ratificiralo novo ustavo.
Leta 1789 so brez težav izvedli volitve za predsednika države in člane predstavniškega doma. 69 elektorjev je za prvega predsednika ZDA izvolilo Georga. To čast pa je George sprejel kot breme. 30.aprila 1789 pa je prvič stopil v svoj urad v začasnem glavnem mestu New York. Zavedal se je tudi kako pomembno je utrditi vpliven položaj predsednika, da bodo njegovi nasledniki lažje in bolj samozavestno opravljali predsedniške dolžnosti.
V drugem predsedniškem mandatu od leta 1792 so ga čakale najtežje politične preizkušnje.
Tretji predsedniški mandat je odklonil in leta 1797 sklenil da je prišel čas za slovo od aktivne politike. Njegov naslednik je postal John Adams. George mu je zapustil urejeno državo. Svojega zasluženega pokoja pa ni užival dolgo. Kot eden najpremožnejših ljudi tistega časa je na svojem posestvu umrl 14.decembra 1799 zaradi vnetja grla.

## Po smrti

### V spomin

#### Kraji in spomeniki
Glavno mesto ZDA Washington, D.C. in zvezna država Washington sta obe dobili ime po prvem predsedniku.

#### Izobraževalne ustanove
Po Washingtonu so poimenovane številne srednje šole in univerze, vključno z Univerzo George Washington v Washingtonu, D.C., Univerzo Washingtona v Seattlu, Univerzo Washington & Lee v Lexingtonu in Washintonovo univerzo v St. Louisu.

#### Valuta in poštnina
George Washington se pojavlja na bankovcu za en dolar, predsedniškemu kovancu za en dolar in kovancu za četrt dolarja. Leta 1847 sta se Washington in Benjamin Franklin pojavila na prvih poštnih znamkah v državi.

### Spletni viri
- Engber, Daniel (18. januar 2006). »What's Benjamin Franklin's Birthday?«. Slate.